# Coniocompsa mahunkai
Coniocompsa mahunkai är en insektsart som beskrevs av György Sziráki 2001. Coniocompsa mahunkai ingår i släktet Coniocompsa och familjen vaxsländor. Inga underarter finns listade i Catalogue of Life.